# Свенссон, Томми (футболист)
Томас «Томми» Свенссон (швед. Thomas Svensson; род. 4 марта 1945) — шведский футболист и футбольный тренер. В качестве игрока принимал участие в составе сборной Швеции в чемпионате мира по футболу 1970 года. С 1991 по 1996 год занимал должность главного тренера сборной Швеции, с которой дошёл до полуфинала чемпионата Европы 1992 года и занял третье место на чемпионате мира 1994 года.

## Карьера игрока
Томми Свенссон — сын знаменитого шведского футбольного организатора Стига Свенссона, многолетнего председателя клуба «Эстер» из Векшё. В этом клубе Томми Свенссон дебютировал в возрасте 16 лет и в дальнейшем провёл в его составе более 700 матчей в различных турнирах. В 1968 году «Эстер» впервые играл в высшем дивизионе Швеции и в первом же сезоне завоевал чемпионский титул. В следующем, 1969 году Томми Свенссон стал обладателем приза «Гульдболлен» лучшему футболисту Швеции. В 1971—1973 годах он провёл два сезона в бельгийском клубе «Стандард» из Льежа, после чего вернулся в «Эстер», в котором выступал до окончания игровой карьеры. В 1977 году в своём последнем сезоне, Свенссон вместе с командой стал обладателем Кубка Швеции.

## Карьера в сборной
С 1967 по 1973 год Томми Свенссон сыграл 40 матчей за национальную сборную Швеции, в которых забил три мяча. В составе сборной принимал участие на чемпионате мира 1970 года, проходившем в Мексике. Был признан лучшим игроком шведской команды на этом турнире, в связи с чем на стадионе «Ацтека» ему, в числе лучших игроков других сборных-участниц этого мундиаля, установлен памятный бюст.

## Тренерская карьера
По окончании карьеры игрока Томми Свенссон сменил своего отца в руководстве «Эстер». Позднее он начал самостоятельную тренерскую карьеру, в конце 1980-х с успехом тренировал норвежский клуб «Тромсё», а в 1991 году был назначен главным тренером шведской сборной. На чемпионате Европы 1992 года, который проходил в Швеции, он вывел команду в полуфинал. Под его руководством сборная удачно сыграла в квалификационном раунде чемпионата мира 1994 года, а его в финальной части заняла высокое третье место. В дальнейшем под его руководством сборная не смогла квалифицироваться на очередные европейское и мировое первенства. Томми Свенссон продолжал тренировать шведскую сборную до 1997 года, когда его сменил Томми Сёдерберг. После этого Свенссон работал футбольным комментатором на телевидении, а также в 2001 году некоторое время снова тренировал норвежский «Тромсё».

## Достижения
Как игрок
- Чемпион Швеции : 1968
- Обладатель Кубка Швеции: 1977
- Лучший футболист Швеции 1969 года
- Участник чемпионата мира 1970 года

Как тренер
- Полуфиналист чемпионата Европы 1992 года
- Третье место на чемпионате мира 1994 года